# Una ragazza alla moda
Una ragazza alla moda (はいからさんが通る?, Haikara-san ga tōru) è un manga shōjo scritto e disegnato da Waki Yamato, pubblicato tra il 1975 e il 1977. Ambientato nel settimo anno dell'era Taishō (1912-1926), vede come protagonista Benio Hanamura (Anne nella versione italiana), una ragazza di diciassette anni, che inizia un cammino che si presenta sicuramente fuori dai costumi dell'inizio del Novecento, sia in ambito sentimentale, che di realizzazione personale.
Ne sono stati tratti una serie anime nel 1978, trasmessa anche in Italia con il titolo Mademoiselle Anne, e un film live action nel 1987 con Hiroshi Abe.
Per i quarant'anni della serie hanno realizzato due lungometraggi che fanno da remake, con un nuovo character design più moderno, il primo Gekijō-ban Haikara-san ga tōru zenpen ~Benio, hana no 17-sai~
 (劇場版 はいからさんが通る 前編 ～紅緒、花の17歳～? lett. "Una ragazza alla moda versione cinematografica - Prima parte - Benio la raggiante 17enne"), è uscito l'11 novembre 2017. Il secondo capitolo, Gekijō-ban Haikara-san ga tōru kōhen ~Hana no Tōkyō dai roman~ (劇場版 はいからさんが通る 後編 ～花の東京大ロマン～? lett. "Una ragazza alla moda versione cinematografica - Seconda parte - Grande storie d'amore a Tokyo"), è invece uscito il 19 ottobre 2018. Il trailer è accompagnato dalle note della canzone Yume no hate made (夢の果てまで? lett. "Fino alla fine del sogno"), interpretata da Saori Hayami.

## Trama
Giappone era taisho 1918. Benio Hanamura è la figlia di un maggiore dell'esercito imperiale. Sua madre è morta precocemente e la ragazza non ha ricevuto un'educazione ai valori prettamente "femminili" e vive in modo notevolmente anticonformista, da cui il nomignolo haikara-san cioè "signora all'occidentale" che in Giappone si usava dare alle donne che non amavano i valori tradizionali (riferimento al collo alto dei vestiti femminili europei di allora, cioè high collar in inglese che secondo la pronuncia nipponica diventa haikara, diventando l'emblema della nuova mentalità che stava prendendo piede, includente l'emancipazione della donna): pratica il kendo, beve sakè, preferisce lo studio della letteratura all'economia domestica.
Il maggiore Hanamura combina per la figlia un matrimonio con il nippo-tedesco Shinobu Ijuin, un tenente dell'esercito, ma Benio tenta di mandare tutto a monte perché vorrebbe un matrimonio per amore. Il suo anticonformismo e la sua determinazione sembrano però piacere a Shinobu, che nel frattempo parte per la guerra contro la Russia nell'ambito dell'intervento in Siberia. Benio poi, in attesa del matrimonio, viene portata a vivere con i nonni di lui, i conti Ijuin.
Nel corso della storia, Shinobu si ferisce in guerra e viene dichiarato morto in Siberia. Benio, nel frattempo, contro le previsioni, è sempre più interessata a lui, e per non gravare economicamente sulla famiglia Ijuin, tenta, con successo, di lavorare per un giornale, sotto la guida di un direttore fortemente misogino.
Personaggi che si affiancano a Benio nella vicenda sono, fra gli altri, Ranmaru, vicino di casa di Benio e attore di kabuki, innamorato della ragazza, e Tamaki, pure innamorata di Shinobu, compagna di scuola e amica di Benio, che ha un comportamento più convenzionale ma è altrettanto convinta della necessità dell'emancipazione delle donne.

## Media

### Manga
Il manga esordisce in Giappone con il titolo Haikara-san ga tōru nel 1975 per opera di Waki Yamato, e viene pubblicato dalla casa editrice Kōdansha sulla rivista Shōjo Friend dal 1975 al 1977.
In Italia viene pubblicato solo dal novembre 1997 al luglio 1999, in un mensile che lo contiene insieme ad altri tre manga, pubblicato dalle edizioni Star Comics col nome di Amici (num.1 al num.21). Riprendendo dei seguiti realizzati in Giappone esce per il mese di settembre 1999 anche un volume inedito pubblicato nella collana Storie di Kappa, volume num.60, intitolato: Una ragazza alla moda - Quel che accadde dopo, sempre da parte della Star Comics e conta 208 pagine.
Dall'ottobre 2008 è uscita per la stessa casa editrice una riedizione monografica sulla collana Express.
Quest'ultima riedizione (venduta solo nelle fumetterie) è da collezione in otto volumi dotati di fodera coprilibro e comprensiva di tutte le storie autoconclusive ambientate prima e dopo la serie regolare.
Titoli delle storie autoconclusive ambientate prima e dopo la serie regolare:
- Una ragazza alla moda ha inciampato
- Una storia di Sagiso
- Una raccolta di candide poesie
- Un nebbioso mattino a Parigi

### Fumetto
In Italia Mademoiselle Anne è stato anche pubblicato a puntate come fumetto sul settimanale per ragazzi Più e il suo gioco, con tavole ridisegnate tratte dal cartone animato, dal 15 marzo 1987 al 6 febbraio 1988.

### Serie anime
La Nippon Animation nel 1978 ha prodotto la trasposizione televisiva del manga, che si differenzia però nel finale rispetto alla storia originale. Visto infatti lo scarso successo ottenuto in Giappone dall'anime, la storia è stata molto abbreviata facendo incontrare di nuovo i due protagonisti dopo un breve periodo e tagliando quindi gran parte del finale originale.
La serie è arrivata in Italia con il titolo Mademoiselle Anne nel 1984. L'edizione italiana, curata dalla CRC (Compagnia Realizzazioni Cinetelevisive) e diretta da Bruno Cattaneo, viene mandata in onda su varie emittenti locali (tra cui Telereporter) e sul circuito Euro TV, per un totale di 42 episodi della durata di 24 minuti l'uno. Alla protagonista Benio Hanamura viene cambiato il nome in Anne (più italianizzato) e le viene aggiunto "Mademoiselle" per delineare il suo status familiare; a parte questo la serie televisiva è quasi completamente fedele al manga originale, in quanto anche il narratore esterno che si sente nelle puntate quando si riferisce ad Anne la chiama Haikara-san, proprio per minimizzare la scelta di modificare il nome alla protagonista e mantenere il più possibile la linea originale. Nella seconda metà degli anni novanta la serie è stata ritrasmessa anche su Telemontecarlo e Videomusic, con lo stesso titolo ed una nuova sigla. Non fu invece utilizzata alcuna sigla per la trasmissione su Raiuno nel 1997.

#### Sigle
Sigla iniziale giapponese
Haikara-san ga tōru, musica di Shōsuke Sekita, arrangiamento di Masuhiro Yamaguchi è cantata da Shōsuke Sekita
Sigla finale giapponese
Kokigen ikaga, musica di Shōsuke Sekita, arrangiamento di Masuhiro Yamaguchi è cantata da Shōsuke Sekita
Prima sigla iniziale e finale italiana (Ed. EuroTV)
Mademoiselle Anne, testo di Maria Letizia Amoroso, musica e arrangiamento di Silvio Pozzoli e Massimo Spinoza è cantata da Stefania Mantelli come voce solista e le Mele Verdi al coro.
Seconda sigla iniziale e finale italiana (Ed. TMC/Videomusic)
Madamoiselle Anne, scritta da Fabrizio Berlincioni e composta da Silvio Amato, è cantata da Luana Heredia.
Sigla scartata
Esiste un'ulteriore sigla italiana, proposta da I Cavalieri del Re e di cui resta il provino, scartata perché ritenuta troppo sofisticata per il target del cartone animato.

#### Doppiaggio
| Personaggio           | Doppiatore originale | Doppiatore italiano   |
| --------------------- | -------------------- | --------------------- |
| Anne (Benio) Hanamura | Keiko Yokozawa       | Francesca Rossiello   |
| Shinobu Ijuin         | Katsuji Mori         | Alessio Cigliano      |
| Ranmaru Fujie         | Kazuko Shibukawa     | Antonella Baldini     |
| Ushigoro              | Hiroshi Masuoka      | Bruno Cattaneo        |
| Nonna di Shinobu      |                      | Graziella Polesinanti |
| Kisaraji              |                      | Antonella Rendina     |
| Redattore capo Aoe    | Makio Inoue          | Oreste Baldini        |
| Onijima               |                      | Oreste Baldini        |
| Lalisa (Larisa)       | Mami Koyama          | Antonella Baldini     |
| Oyuki                 |                      | Antonella Rendina     |
| Gen. Innen            | Kaneta Kimotsuki     | Alessio Cigliano      |
| Gen. Hanamura         |                      | Bruno Cattaneo        |
| Duenna                |                      | Francesca Rossiello   |
| Tamaki                | Rihoko Yoshida       | Antonella Rendina     |
| Voce narrante         | Ichirō Nagai         | Giovanni Brusatori    |

#### Episodi
| Nº | Titolo italiano Giapponese 「Kanji」 - Rōmaji                                           | In onda           | In onda |
| Nº | Titolo italiano Giapponese 「Kanji」 - Rōmaji                                           | Giapponese        |         |
| 1  | Un vero maschiaccio 「紅緒は花の十七才」 - Benio ha hana no jū shichi sai               | 3 giugno 1978     |         |
| 2  | Fuga romantica 「おさらば駈落ち」 - Osaraba ku ochi                                     | 10 giugno 1978    |         |
| 3  | Sbornia col capo 「恋の二日酔」 - Koi no futsukayoi                                     | 17 giugno 1978    |         |
| 4  | Un'opera buffa 「浅草どたばたオペラ」 - Asakusa dotabata opera                          | 24 giugno 1978    |         |
| 5  | Pericolo incombente 「それいけ見習い花嫁」 - Soreike minarai hanayome                   | 1º luglio 1978    |         |
| 6  | Rottura di fidanzamento 「かりそめのウエディングマーチ」 - Karisomeno uedeingumachi     | 8 luglio 1978     |         |
| 7  | Una bella sorpresa 「伯爵さま!ごめんあそばせ」 - Hakushaku sama! gomen'asobase          | 15 luglio 1978    |         |
| 8  | Non arrendersi ma 「泣きません勝つまでは」 - Naki masen katsu madeha                    | 22 luglio 1978    |         |
| 9  | Primo palpito d'amore 「初めての胸のときめき」 - Hajimete no mune notokimeki            | 29 luglio 1978    |         |
| 10 | Una tisana miracolosa 「召しませ愛の特効薬」 - Meshi mase ai no tokkōyaku               | 5 agosto 1978     |         |
| 11 | Il party 「ようこそ嘆きの園遊会（パーティー）へ」 - Yōkoso nageki no enyūkai (patei) he | 12 agosto 1978    |         |
| 12 | Danza bella ragazza 「踊れ!悩ましの美少女?!」 - Odore! Nayama shino bishōjo?!           | 19 agosto 1978    |         |
| 13 | L'amore è un problema 「恋は思案の帆かけ舟」 - Koha shian no ho kake fune               | 26 agosto 1978    |         |
| 14 | Troppe ammiratrici 「思い乱れて花二輪」 - Omoi midare te hana nirin                     | 2 settembre 1978  |         |
| 15 | I tesoro di famiglia 「さようなら古きものヨ」 - Sayōnara furuki mono yo                 | 9 settembre 1978  |         |
| 16 | La sposa scomparsa 「いざさらば落第花嫁」 - Izasaraba rakudai hanayome                  | 16 settembre 1978 |         |
| 17 | Di nuovo in viaggio 「さすらいの花びら」 - Sasuraino hanabira                           | 23 settembre 1978 |         |
| 18 | Un nemico pericoloso 「恨み買いますご用心」 - Urami kai masugo yōjin                    | 30 settembre 1978 |         |
| 19 | Spiacevole sorpresa 「つかの間の幸せ」 - Tsukano mano shiawase                          | 7 ottobre 1978    |         |
| 20 | Un appuntamento segreto 「相合傘のお二人は?」 - Sō gō kasa noo futari ha?               | 14 ottobre 1978   |         |
| 21 | Di nuovo a scuola 「命みじかく悩み果てなく」 - Inochi mijikaku nayami hate naku         | 21 ottobre 1978   |         |
| 22 | Un gentiluomo 「散る花咲く花恋の花」 - Chiru hanasaki ku hana koi no hana               | 28 ottobre 1978   |         |
| 23 | Dal Paradiso all'Inferno 「きのう天国、きょう地獄」 - Kinō tengoku, kyō jigoku          | 4 novembre 1978   |         |
| 24 | Sfida all'Armata Imperiale 「陸軍さん許せない!」 - Rikugun san yuruse nai!              | 11 novembre 1978  |         |
| 25 | Una partenza dolorosa 「行かないで!少尉」 - Ika naide! Shōi                             | 18 novembre 1978  |         |
| 26 | Un voto segreto 「女らしく!お酒をやめて」 - Onna rashiku! O sake woyamete               | 25 novembre 1978  |         |
| 27 | Lettera dalla Siberia 「赤い夕日のシベリアで」 - Akai yūhi no Shiberia de               | 2 dicembre 1978   |         |
| 28 | Il voto infranto 「男の戦い女の戦い」 - Otoko no tatakai onna no tatakai                | 9 dicembre 1978   |         |
| 29 | Sotto le pallottole 「硝煙弾雨のシベリアで」 - Shōen dan ame no Shiberia de             | 16 dicembre 1978  |         |
| 30 | La scomparsa del Tenente 「花と散る少尉の最後!」 - Hana to chiru shōi no saigo!         | 23 dicembre 1978  |         |
| 31 | Senza più lacrime 「ああ涙もかれ果てて」 - Aa namida mokare hate te                     | 13 gennaio 1979   |         |
| 32 | Il Giuramento 「黒髪きって捧げます」 - Kurokami kitte sasage masu                       | 20 gennaio 1979   |         |
| 33 | C'è sempre un domani 「明日に向ってまっしぐら」 - Ashita ni mutte masshigura            | 27 gennaio 1979   |         |
| 34 | Un lavoro adatto 「芸者紅千代こんばんは」 - Geisha kurenai chiyo konbanha               | 3 febbraio 1979   |         |
| 35 | Una bugia preziosa 「美しき嘘」 - Utsukushi ki uso                                      | 10 febbraio 1979  |         |
| 36 | Il primo salario 「泣いて笑って初月給」 - Nai te waratte hatsu gekkyū                   | 17 febbraio 1979  |         |
| 37 | In viaggio per la Manciuria 「いとしの少尉いまいずこ」 - Itoshino shōi imaizuko         | 24 febbraio 1979  |         |
| 38 | Chi è il capo dei banditi 「馬賊恋しや少尉どの」 - Bazoku koishi ya shōi dono           | 3 marzo 1979      |         |
| 39 | Storia di un bandito 「流れ流れて馬賊の詩」 - Nagare nagare te bazoku no shi            | 10 marzo 1979     |         |
| 40 | Vive nel cuore 「少尉は生きてる心の中に」 - Shōi ha iki teru kokoro no nakani           | 17 marzo 1979     |         |
| 41 | Il disco volante 「飛行船で飛んできた人」 - Hikōsen de ton dekita nin                   | 24 marzo 1979     |         |
| 42 | Il viaggiatore del dirigibile 「嗚呼!大正ろまんす」 - Aa! Taishō Romansu                | 31 marzo 1979     |         |

## Accoglienza
Nel sondaggio Manga Sōsenkyo 2021 indetto da TV Asahi, 150 000 persone hanno votato la loro top 100 delle serie manga e Una ragazza alla moda si è classificata al 55º posto.